# Arnarhóll

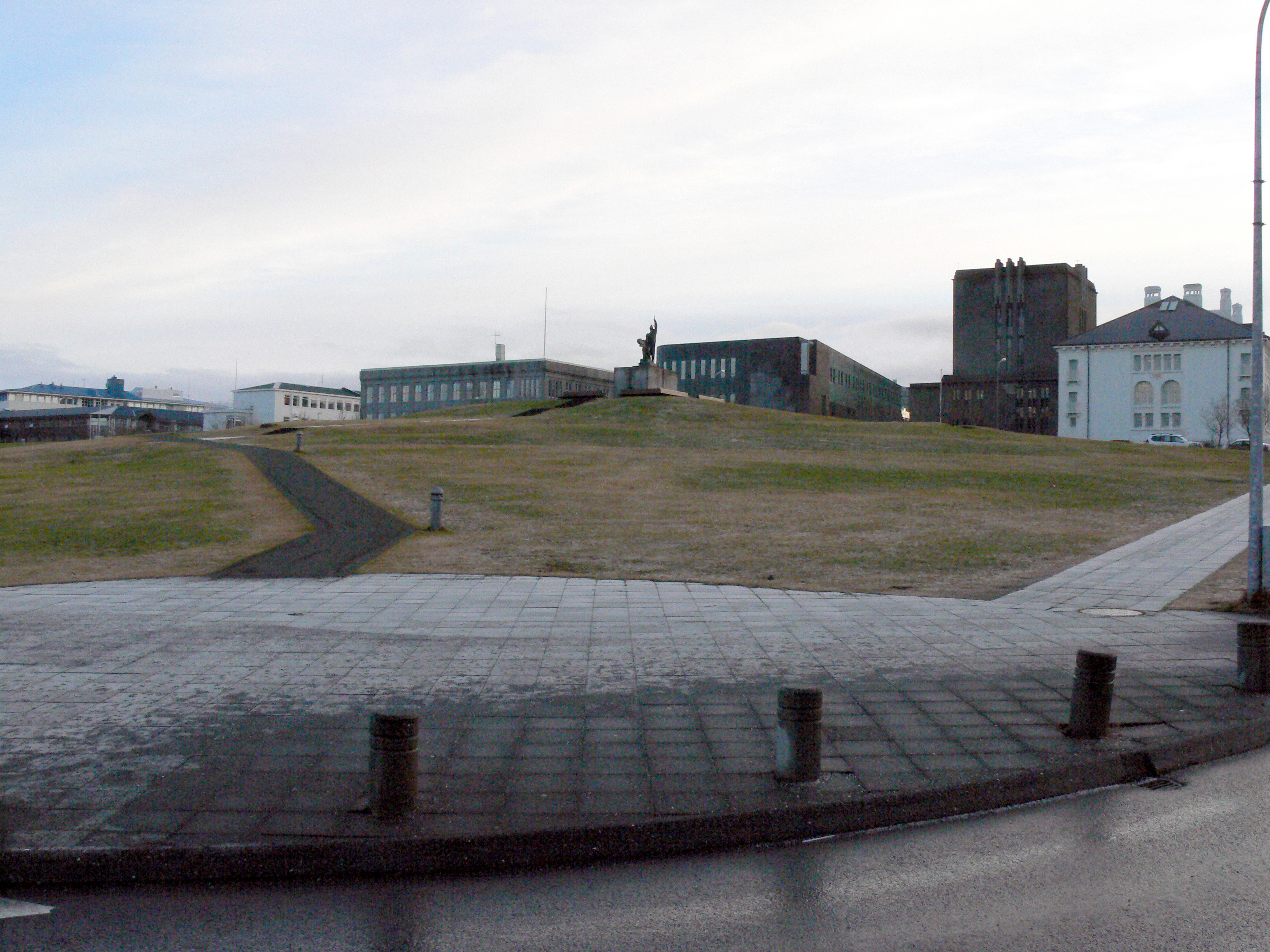
Arnarhóll visto dalla Lækjartorg.

Arnarhóll (Eagle's Hill) è un parco situato nella zona portuale di Reykjavík. Vi si trova la statua del primo colonizzatore dell'Islanda, Ingólfur Arnarson.